# Grips

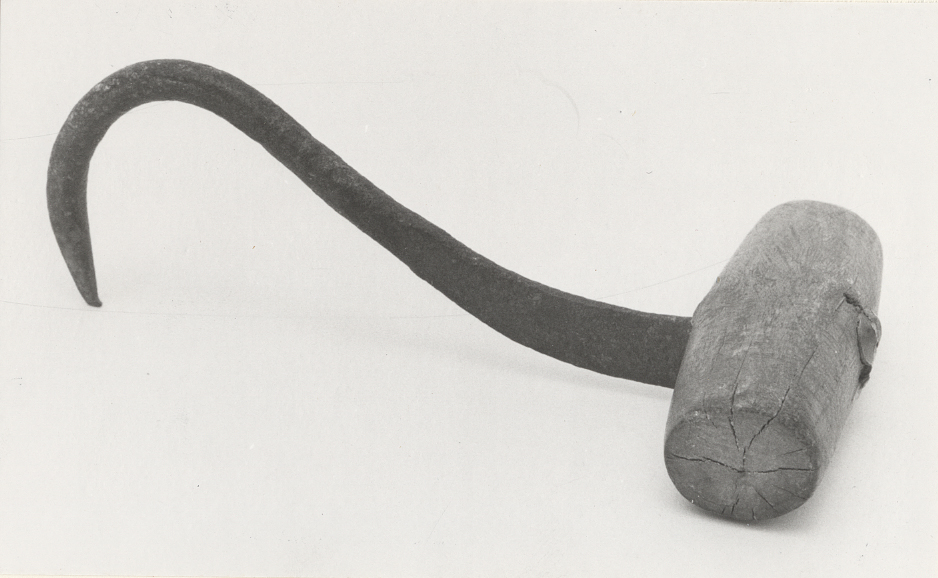
Exempel på grips i Sjöhistoriska museets samling.

Grips är ett verktyg som användes av hamnarbetare. Det bestod av en järnkrok med ett trähandtag.
Gripsen användes till att gripa tag i godset och var speciellt bra på pappersmassabalar, men den fick inte användas på säckar och pappersrullar då den skadade varorna.
För säckar (främst kaffesäckar) fanns det en "säckegrips" som hade en liten platta fastsvetsad på kroken, med många små taggar på, för att ge bra friktion utan risk för att skada säcken.